# Сальково (Одинцовский район)

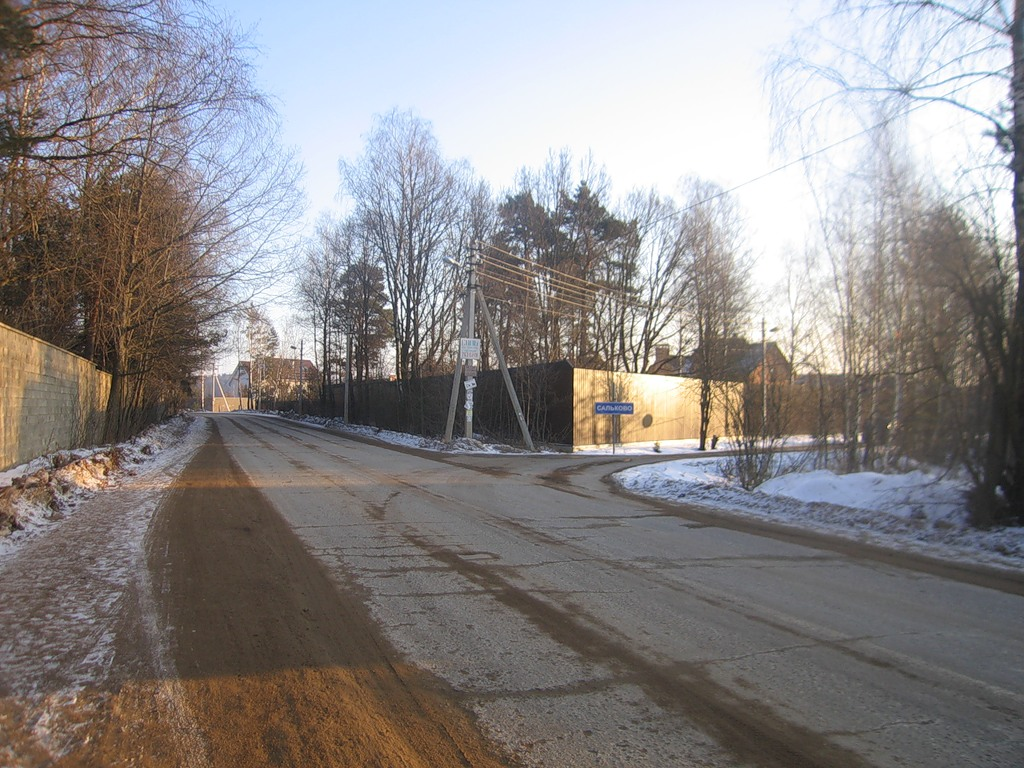
Поворот с автодороги 46К-1360 на деревню Сальково. Ранее по правую сторону дороги было поле

Са́льково — деревня в составе сельского поселения Захаровское Одинцовского района Московской области России. Население 53 человека на 2006 год. До 2006 года Сальково входило в состав Введенского сельского округа.
Деревня расположена на западе района, в 3,5 км восточнее-юго-восточнее Звенигорода, высота центра над уровнем моря 172 м.
Впервые в исторических документах деревня встречается в 1852 году, когда в ней числилось 6 дворов, 21 душа мужского пола и 26 — женского, в 1890 году — 135 человек. По Всесоюзной переписи 17 декабря 1926 года числилось 43 хозяйства и 229 жителей, по переписи 1989 года — 35 хозяйств и 46 жителей.
В Сальково есть памятник жителям, погибшим в Великой Отечественной войне.
Ближайший населённый пункт — деревня Марьино.

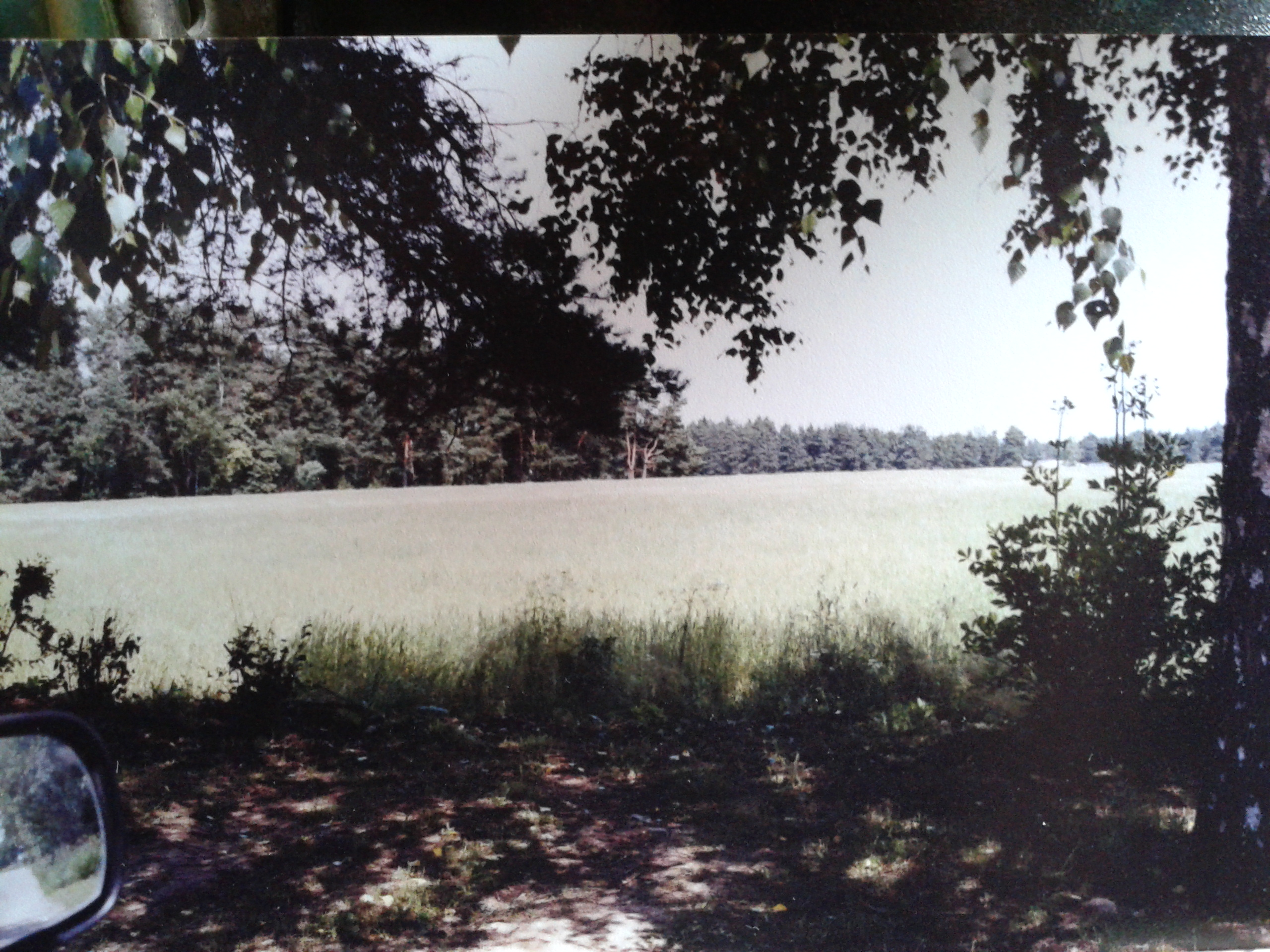
Вид в сторону Сальково из деревни Марьино